# Коцюба (Люблінське воєводство)
Коцюба (пол. Kociuba; укр. Коцюба) — колонія у Польщі, розташоване в Люблінському воєводстві Томашівського повіту, ґміни Рахане.